# Palos de la Frontera
Palos de la Frontera est une commune de la province de Huelva, dans la communauté autonome d'Andalousie en Espagne.
Elle est particulièrement connue comme le port de départ du premier voyage de Christophe Colomb (août 1492-mars 1493), au cours duquel, croyant atteindre les Indes (l'Asie), il découvre les îles de San Salvador (actuelles Bahamas) et d'Hispaniola (Saint-Domingue), première étape de l'exploration et de la colonisation du nouveau monde.

## Géographie

### Situation
Palos de la Frontera se trouve sur la rive gauche du Rio Tinto. La ville-centre se trouve à 4 km en amont du confluent entre ce fleuve et le Rio Odiel, qui vient du nord-ouest. Au niveau de Palos, le Rio Tinto est large d'environ 500 m.
La commune est limitrophe de Moguer, située en amont sur le Rio Tinto.
Elle se trouve à 2 km au sud-est de Huelva (située sur la rive droite du Rio Tinto), à 50 km à l'ouest de Séville et à 60 km au nord-est de Jerez de la Frontera.

### Relief et hydrographie
Le relief est assez plat, avec une vaste zone marécageuse devenue (en 1989) un parc régional, l'Estero de Domingo Rubio, dont l'émissaire conflue avec le Rio Tinto au sud du monastère de La Rabida. Il s'agit d'une « zone spéciale de protection des oiseaux » (ZEPA : Zona de Especial Proteccion de la Aves) et d'un « lieu d'importance communautaire » (LIC : Lugar de Importancia Comunitaria).
La ville centre est longée au nord par un petit affluent du Rio Tinto, l'arroyo de las Cabanas.

### Communications
Palos de la Frontera (centre) est relié par la route à Moguer (au nord) et à Jerez de la Frontera (au sud-est). Une autre route permet d'accéder à la voie (N-442) qui relie Huelva à Jerez de la Frontera en traversant le Rio Tinto sur un pont près du confluent avec l'Odiel.

### Économie
Longtemps tournée vers la mer, la commune se consacre aujourd'hui à l'agriculture et à l'industrie, grâce à un gisement pétrolier situé sur son territoire.

## Histoire

### Palos au Moyen Âge
En 1379, le roi de Castille cède le domaine de Palos à Alvar Perez de Guzman, fondateur de la ville. Il obtient une exemption fiscale pour les cinquante familles qui viendront s'installer en premier à Palos. Son entreprise de peuplement réussit assez bien et est poursuivie après sa mort par son épouse, puis par leurs enfants.
Un siècle plus tard, Palos a une population de 2 500 habitants. Sa prospérité est fondée sur la pêche et sur le commerce maritime avec l'Europe du Nord.
Certains marins de Palos essaient de s'immiscer dans le commerce des côtes d'Afrique, officiellement réservé aux Portugais (bulle Dum Diversas de 1452). La période de la guerre de Succession de Castille (1474-1479) leur permet de se livrer ouvertement à ces activités, puisque la guerre oppose la Castille et le Portugal. Mais à la fin de la guerre, la Castille reconnaît les privilèges du Portugal, au détriment de ses propres marins (traité d’Alcáçovas, 1479).
Dans les années 1480, Palos est tout de même un port important du littoral atlantique du royaume de Castille, avec des marins et des armateurs notables, en particulier la famille Pinzon.
La ville est aussi proche d'un monastère franciscain, le monastère de La Rábida, à l'origine établissement militaire arabo-musulman, attribué aux Templiers au XIIIe siècle après la reconquête de l'Andalousie, puis aux Franciscains au XVe siècle.

### Christophe Colomb à Palos de la Frontera (1485 et 1491)
En 1485, Christophe Colomb quitte le royaume de Portugal où son projet d'atteindre les Indes en traversant la mer Océane a été refusé par le roi Jean II.
Arrivant en Castille, il vient au monastère de La Rábida. Là il fait la connaissance d'un des moines, intéressé par la cosmographie, Antonio de Marchena, qui l'encourage à aller à la cour et qui par la suite le soutiendra avec constance.
Durant les années qui suivent, Colomb essaie d'obtenir le soutien des Rois catholiques, Isabelle de Castille et Ferdinand d'Aragon, longtemps en vain.
En 1491, il fait de nouveau un séjour à Palos à un moment où il envisage de quitter la Castille : son frère Bartolomeo est d'ailleurs parti de Lisbonne en Angleterre, puis en France, chercher un autre mécène. Au monastère, Colomb retrouve Antonio de Marchena, mais aussi un autre moine que son projet intéresse, Juan Perez, qui avait auparavant servi la reine de Castille. Il semble que son intervention ait permis la reprise des négociations du navigateur avec les Rois catholiques, qui vont aboutir l'année suivante à un accord décisif.

### Le premier voyage transocéanique (1492-1493)

#### Préparatifs
En 1492, après la prise de Grenade (3 janvier), les Rois catholiques signent le 17 avril les capitulations de Santa Fe, qui donnent au navigateur les titres d'amiral de la mer Océane et de vice-roi et gouverneur des Indes ; le 30 avril, une injonction est adressée aux autorités de Palos de la Frontera de lui fournir trois navires, ainsi que les équipages et les fournitures nécessaires à son expédition prévue pour durer six mois.
L'ordonnance royale est lue en chaire le 23 mai dans l'église de Palos. Les préparatifs ont lieu de la fin mai à la fin juillet. Afin de faciliter les opérations, les Rois catholiques achètent à la fin du mois de juin la moitié de la seigneurie de Palos, moitié détenue par le comte de Cifuentes. Vers cette époque a lieu le ralliement des frères Pinzon à l'expédition de Colomb, qui par ailleurs bénéficie toujours du soutien d'Antonio de Marchena et de Juan Perez au monastère de La Rabida.
Les marins et officiers, au total 90 hommes, viennent de Palos, notamment les frères Pinzón, Martin, Vicente et Francisco, mais aussi de Moguer et d'autres ports andalous, voire pour quelques-uns du Pays basque ou de la Meseta. Les frères Pinzon sont copropriétaires de deux des trois navires de l'expédition.

#### Le voyage
Le départ est fixé au 3 août, lendemain de la fête de Notre-Dame à Palos. L'escadre, formée d'une caraque, la Santa María, navire amiral commandé par Colomb, et de deux caravelles, la Pinta (Martin Pinzon) et la Niña (Vicente Pinzon, Francisco étant le pilote). Après une escale aux îles Canaries, à La Gomera, l'escadre part vers l'ouest le 6 septembre, et le 12 octobre atteint une île des Bahamas, Guanahani, que Colomb baptise San Salvador. Puis c'est Hispaniola (Saint-Domingue), où l'expédition s'installe pour deux mois et demi. La Santa Maria s'étant échouée fin décembre est abandonnée à Hispaniola.
Le retour a lieu de janvier à mars 1493, via les Açores, puis Lisbonne pour la Nina et Colomb, Baiona en Galice pour la Pinta et Martin Pinzon. Les deux navires arrivent à Palos le 15 mars. L'expédition est fêtée, beaucoup ayant pensé au départ qu'elle serait sans retour. Colomb se rend ensuite de Palos à Barcelone où se trouve la cour. Martin Pinzon meurt à Palos le 31 mars, tandis que Vicente fera une carrière assez brillante jusqu'à sa mort (après 1523), devenant gouverneur de Porto Rico en 1505.

## Administration

### Liste des maires
| Période                                  | Période | Identité                 | Étiquette   | Qualité |
| ---------------------------------------- | ------- | ------------------------ | ----------- | ------- |
| 1979                                     | 1983    | Pilar Pulgar Fraile      | Indépendant | Maire   |
| 1983                                     | 1987    | Juana Pérez Romero       | PSOE        | Maire   |
| 1987                                     | 1995    | Pilar Pulgar Fraile      | Indépendant | Maire   |
| 1985                                     |         | Carmelo Romero Hernández | PP          | Maire   |
| Les données manquantes sont à compléter. |         |                          |             |         |

### Jumelages
- Cali (Colombie)
- Soyaux (France) depuis 1995[6]

## Culture et patrimoine
La participation de Palos au premier voyage de Colomb est mis en valeur par le blason de la ville qui arbore la devise Cuna del descubrimiento (« Berceau de la découverte »).
Palos est citée dans le sonnet Les conquérants de José Maria de Heredia : « De Palos de Moguer, routiers et capitaines / Partaient, ivres d’un rêve héroïque et brutal ».

### Monastère de La Rabida
Le monastère de La Rábida existe toujours et est ouvert aux visites.
Près du monastère, se trouvent
- un palais des congrès (Foro iberamericano)
- un monument aux découvreurs (Monumento de los Descubridores)
- une antenne de l'université d'Andalousie (Universidad internacional de Andalucia, sede Sta Maria de La Rabida)
- le jardin botanique José Celestino Mutis
- une antenne de l'université de Huelva (Universidad de Huelva, Campus de La Rabida).

### Le quai des Caravelles (Muelle de las Carabelas)
Il se trouve sur le Rio Tinto en contrebas de la colline de La Rabida.
Des répliques des trois navires du premier voyage de Christophe Colomb (1492), deux caravelles et une caraque, ont été construites en 1992, à l'occasion du 500e anniversaire, et sont installées sur le Rio Tinto, au Muelle de la Carabelas (Quai des caravelles), constituant un musée géré par le conseil provincial de Huelva.
Les navires ont été construits à Isla Cristina (province de Huelva). Les répliques sont assez fidèles, sauf pour un aménagement spécifique pour permettre l'accès des visiteurs aux cales de la Pinta et de la Santa Maria.
Près du quai, a été construit un « quartier médiéval » (Barrio medieval) censé reproduire celui du port de Palos à la fin du XVe siècle. Enfin, l'« île de la Rencontre » (Isla del Encuentro) reproduit un village indigène de l'île de Guanahani (San Salvador), la première où ait accosté l'escadre en 1492.
On y trouve aussi le Monumento Plus Ultra.

### Sites concernant les frères Pinzon
- Maison de Martin Pinzon (Casa Museo de Martín Alonso Pinzón), 24, rue Christophe Colomb
- Musée Vicente Pinzon (Museo Naval de Vicente Yáñez Pinzón), 58, rue Christophe Colomb
- Monument de Martin Pinzon (Monumento a Martín Alonso Pinzón)
- Monument de Martin et Vicente Pinzon

### Monuments en hommage à Palos de la Frontera
Ils sont disposés le long de l'axe allant du centre de Palos à La Rabida (avenue d'Amérique, rue Moret, puis route A-5025).
En partant du centre, on a successivement les hommages de « La Madre Patria », de la République dominicaine, du Salvador, de la Bolivie, des Philippines, du peuple colombien, du peuple argentin, des États-Unis, de la Junte de Castille-La Manche, de l'Estrémadure.